# Ozanne (rivière)
Pour les articles homonymes, voir Ozanne.
Pour un article plus général, voir Réseau hydrographique d'Eure-et-Loir.
L'Ozanne est une rivière française située dans le département d'Eure-et-Loir, en région Centre-Val de Loire, et un affluent droit du Loir, et donc un sous-affluent de la Loire, par la Sarthe et la Maine.

## Géographie
La rivière prend sa source dans le Perche-Gouët sur la commune de Béthonvilliers, à 222 m d'altitude, au lieu-dit le Burail, dans le Bois de Beaumont. Géoportail signale une autre source de l'Ozanne, au lieu-dit les Mézarbières, sur la commune de Beaumont-les-Autels, à 212 m d'altitude.
De 46 km de longueur, elle coule globalement de l'ouest vers l'est, et est composée de deux bras, la Suzanne ou Sainte-Suzanne et l'Ozanne de Dampierre ou Moranne ou Mozanne qui se réunissent près de Brou. 
Elle se jette dans le Loir, en rive droite, à un kilomètre au nord de Bonneval, à 129 m d'altitude, au lieu-dit Ouzenain.

### Communes et cantons traversées
Dans le seul département d'Eure-et-Loir, l'Ozanne traverse les douze communes suivantes, dans trois cantons, de l'amont vers l'aval, de  Béthonvilliers (source), Beaumont-les-Autels, Miermaigne, Moulhard, Luigny, Unverre, Dampierre-sous-Brou, Brou, Yèvres, Dangeau, Trizay-lès-Bonneval, Bonneval (confluence).
Soit en termes de cantons, l'Ozanne prend source dans l'ancien canton d'Authon-du-Perche, traverse le canton de Brou, conflue dans l'ancien canton de Bonneval, le tout dans les deux arrondissements de Nogent-le-Rotrou et de Châteaudun.

### Bassin versant
L'Ozanne traverse une seule zone hydrologique « L'Ozanne & ses affluents » (M103) de 278 km2 de superficie. Celui-ci est constitué à 91,52 % de « territoires agricoles », à 6,55 % de « forêts et milieux semi-naturels », à 1,76 % de « territoires artifialisés » et à 0,12 % de « surfaces en eau ».

### Organisme gestionnaire
L'organisme gestionnaire est le SMAR ou Syndicat mixte d'aménagement et de restauration du bassin du Loir en Eure-et-Loir depuis le 1er janvier 2012.

## Affluents
L'Ozanne a quatorze affluents référencés dont sept bras :
- ?(source secondaire) (rg[note 1]), 3 km, sur les deux communes de Vicheres et Beaumont-les-Autels.
- ? (rg), 0,9 km, sur les deux communes de Miermaigne et Beaumont-les-Autels.
- sept bras de l'Ozanne, pour un total de 8,3 km sur les six communes de Unverre, Brou, Yèvres, Dangeau, Moulhard et Luigny.
- le Sainte-Suzanne (rd), 19,2 km sur les cinq communes de Authon-du-Perche, Beaumont-les-Autels, Charbonnières, Les Autels-Villevillon et Unverre avec deux affluents :
  -  ?, 4 km ?un bras? sur Unverre.
  - la Sonnette (rd), 13,5 km sur les cinq communes de Soizé, Charbonnières, La Bazoche-Gouet, Les Autels-Villevillon et Unverre.
- la Vallée d'Esse (rd), 10,1 km sur les deux communes de Unverre et Yèvres.
- la Vallée de Tronchet (rd), 8,8 km sur la seule commune de Yèvres.
- la Vallée de Montparentière (rg), 3,1 km sur la seule commune de Yèvres.
- la Vallée des Vollars (rd), 6,3 km sur les trois communes de Yèvres, Dangeau, Gohory.

### Rang de Strahler
Le rang de Strahler est donc de trois.

## Hydrologie

### L'Ozanne à Trizay-lès-Bonneval
Le débit de l'Ozanne a été observé pendant une période de 42 ans (1973-2014), à Trizay-lès-Bonneval, au village de Prémoteux, à 126 m d'altitude, localité du département d'Eure-et-Loir, située tout près du confluent avec le Loir. Le bassin versant de la rivière y est de 268 km2 soit 96 % du total 278 km2.
Le module de la rivière à Trizay-lès-Bonneval est de 1,46 m3/s.
L'Ozanne présente des fluctuations saisonnières de débit importantes, avec des hautes eaux d'hiver portant le débit mensuel moyen à des niveaux situés entre 2,71 et 3,61 m3/s, de décembre à mars inclus (maximum en janvier), et des basses eaux d'été, de fin mai à début octobre, avec une baisse du débit moyen mensuel jusque 0,235 m3/s au mois d'août (235 litres par seconde), ce qui est fort acceptable et loin d'être sévère.

### Étiage ou basses eaux
Cependant, le VCN3 peut chuter jusque 0,044 m3/s, en cas de période quinquennale sèche, soit 44 litres par seconde, ce qui devient sévère. 

### Crues
D'autre part, les crues peuvent être assez importantes. Les QIX 2 et QIX 5 valent respectivement 31 et 46 m3/s. Le QIX 10 vaut 56 m3/s, tandis que le QIX 20 est de 66 m3/s. Enfin le QIX 50 se monte à 79 m3/s.
Le débit instantané maximal enregistré a été de 65,2 m3/s le 22 janvier 1995, tandis que la valeur journalière maximale était de 52,6 m3/s le 10 avril 1983  En comparant le premier de ces chiffres aux valeurs des différents QIX de la rivière, il apparaît que cette crue n'était même pas d'ordre vicennal et donc nullement exceptionnelle. On peut considérer qu'elle est destinée à se répéter tous les 10-15 ans en moyenne. La hauteur maximale instantanée a été de 1 920 mm soit 1,92 m le 14 janvier 2004.

### Lame d'eau et débit spécifique
La lame d'eau écoulée dans le bassin de l'Ozanne est de 173 millimètres par an ce qui est médiocre, très nettement inférieur à la moyenne d'ensemble de la France, mais également à celle de l'ensemble du bassin versant de la Loire (244 millimètres par an). Elle est très semblable à celle de son voisin l'Yerre (176 millimètres par an). Le débit spécifique (ou Qsp) se monte dès lors à 5,5 litres par seconde et par kilomètre carré de bassin.

## Étymologie
- Mentionnée sous le nom d'Ouzanne en 1455 et d'Ouzaine en 1724

## Aménagements et écologie
Sur son cours, Géoportail signale d'amont en aval les lieux-dits suivants : le moulin de Vinet, le moulin de l'Orme, le moulin Foulon, le moulin Vieux et un gué, le moulin Brière, le moulin de Forçonnerie, le moulin d'Epasses, la base de plein air et de loisirs ainsi que le centre de voile à l'ouest de Brou, la station d'épuration de cette même commune, la station d'épuration d'Yèvres, le moulin Georges, l'Étang de Montemont, la station d'épuration de Dangeau, le moulin de la Varenne, le moulin de Patry, un gué, le moulin de Frécot, soit au moins onze lieux-dits mentionnant le terme « moulin ».

### ZNIEFF
La rivière Ozanne marque la limite nord d'une petite ZNIEFF de type I, d'un hectare et reposant sur des alluvions, décrite depuis 2003, à l'ouest de Dangeau : ZNIEFF 240030457 - Chenaie-charmaie de la Poupelière.